# Katsuji Fukuda
Katsuji Fukuda (福田 勝治 Fukuda Katsuji?, 1899–1991) (福田 勝治 Fukuda Katsuji?, 1899–1991)  fue un fotógrafo japonés conocido por sus fotografías de bodegones y desnudos, y también un escritor de libros prácticos de fotografía.
Fukuda nació el 11 de enero de 1899 en Nakanoseki (más tarde parte de Hōfu), Yamaguchi (Japón). Se mudó a Tokyo en 1920, y trabajó en Takachiho Seisakujo (más tarde rebautizada Olympus), donde fabricaba termómetros y desarrolló un interés por la fotografía, comprando una Vest Pocket Kodak. El Gran terremoto de Kantō de 1923 lo llevó  a dejar la compañía y mudarse a Kansai.
Fukuda dirigió un estudio fotográfico en Sakai, Osaka, pero este fracasó. Entonces trabajó como asistente editorial en la revista Hakuyō de Hakuyō Fuchikami. Una fotografía que tomó en 1925, mostrada en una exposición (titulada 日本写真美術展覧会
日本写真美術展覧会, Nihon Shashin Bijutsutenrankai) en los grandes almacenes Daimaru (Osaka) y en otros sitios, ganó el  Premio Diamante Ilford al año siguiente. Fukuda entonces trabajó como fotógrafo comercial en Sakai e Hiroshima.
Fukuda volvió a mudarse a Tokyo en 1933, dónde, influido por tendencias modernistas de Europa (particularmente Moholy-Nagy), tuvo una  exitosa carrera como fotógrafo publicitario. Aparte de un año en Hōfu hacia el final de la guerra, Fukuda permaneció en Tokio el resto de su vida. Una serie de fotografías publicadas en Asahi Camera desde 1936 que incluían retratos de Setsuko Hara y Takako Irie fue muy popular, y el año siguiente Fukuda la convirtió en un libro sobre fotografiar mujeres que se convirtió  en un best- seller.

Después de la guerra, Fukuda publicó colecciones de desnudos y más libros sobre técnica fotográfica. También experimenta con el color. El valor que le daba a la expresión de belleza dejó a su trabajo obsoleto con la ola de  realismo de la posguerra encabezada por fotógrafos como Ken Domon, y las tendencias que le siguieron. En 1974 ni siquiera se encontraba entre los cien fotógrafos vivos del suplemento de la revista Cámara Mainichi. Aun así, contribuyó un volumen (Shōka / Salmo) a la popular serie "Sonorama Shashin Sensho" en 1979; en un epílogo a esto, Akira Hasegawa escribe:
No hay ningún fotógrafo de mujeres en Japón incluso a día de hoy que no haya sido influido por Fukuda de alguna manera. Muchas técnicas comúnmente utilizadas hoy fueron desarrolladas por Fukuda, un hecho que ha sido olvidado.
Fukuda continuó trabajando en su vejez. Murió el 26 de diciembre de 1991. La valoración de su trabajo desde entonces ha aumentado, y es a menudo antologizado en colecciones de obras modernistas y de mediados de siglo. Una importante exposición de su trabajo tuvo lugar en el Museo de Arte de la Prefectura de Yamaguchi en 1994.
Las obras de Fukuda se encuentran en las colecciones permanentes del Museo Nacional de Arte Moderno, Tokyo, El Museo de Arte de Yokohama, y el Museo de Arte de la Prefectura de Yamaguchi

## Libros de Fukuda
- Genzō no jissai (現像の実際). Asahi Cámara Sōsha 14. Tokyo: Asahi Shinbunsha, 1937. ((en japonés)) 現像の実際
- Onna no utsushikata (女の寫し方 女の寫し方[4]) / Photokunst von Frauen. Tokyo: Ars, 1937. (En japonés) A pesar del título alternativo en alemán, todo (en japonés).
- Haru no shashin-jutsu (春の写真術). Tokyo: Ars, 1938. ((en japonés)) 春の写真術
- Watakushi no shashinshū: Sakuga no jissai (私の写真集：作画の実際 私の写真集：作画の実際) / Meine Foto-bilder. Tokyo: Ars, 1938. (En japonés) A pesar del título alternativo en alemán de la cubierta, todo (en japonés). Cincuenta y ocho páginas de placas fotográficas en blanco y negro, seguidos por 84 páginas de comentarios y consejos sobre fotografía.
- Haru no shashinshū (春の写真術 春の写真術) / Fotografía de Primavera. Tokyo: Ars, 1939. ((en japonés))
- Onna no utsushikata: zoku (女の寫し方：續). Tokyo: Ars, 1939. ((en japonés)) 女の寫し方：續[5]
- Seibutsu shashin no tsukurikata (静物写真の作り方). Ars Shashin Bunko 18. Tokyo: Ars, 1939. Cómo fotografiar bodegones. ((en japonés)) 静物写真の作り方
- Ginza (銀座 銀座, Ginza). Tokyo: Genkōsha, 1941. Con un ensayo de Tama Morita (森田たま). ((en japonés)) 森田たま
- Ushi kau shōgakkō (牛飼ふ小学校). Tokyo: Genkōsha, 1941. ((en japonés)) 牛飼ふ小学校
- Shuppatsu (出發 出發, Salida). Tokyo: Kōgasō, 1942. ((en japonés)) Ua miscelánea de fotografías: naturaleza, mujeres, bodegones, etc.[6]
- Jingu Gaien (神宮外苑). Tokyo: Nihon Shashin Kōgeisha, 1942. ((en japonés)) 神宮外苑
- Rafu gotai (裸婦五態). Tokyo: Ivuningusutā-sha, 1946. ((en japonés)) 裸婦五態
- Onna no utsushikata (女の寫し方). Tokyo: Seiusha, 1947. ((en japonés)) Un folleto; no el mismo que el libro con el mismo título publicó diez años atrás. Fotografías de mujeres, vestidas y desnudas. 女の寫し方
- Hana to rafu to (花と裸婦と 花と裸婦と, Flores y mujeres desnudas) / Nude et fleur. Tokyo: Ivuningusutā-sha, 1947. (En japonés) Flores, mujeres desnudas, combinaciones, etc. A pesar del título alternativo, (en japonés) sólo.
- Shashin geijutsu (写真芸術). Tokyo: Kōgasō, 1949. ((en japonés)) 写真芸術
- Iro to hikari ningún geijutsu: Fukuda Katsuji tennenshoku shashin sakuhinshū (色と光の芸術：福田勝治天然色写真作品集). Tokyo: Ondorisha, 1951. ((en japonés)) 色と光の芸術：福田勝治天然色写真作品集
- Mite wakaru shashin no utsushikata (見てわかる写真のうつし方). Tokyo: Onodorisha, 1951. ((en japonés)) 見てわかる写真のうつし方
- Watakushi-tachi no kimono (私たちのきもの). Seikatsu Gurabia Sōsho. Tokyo: Ondorisha, 1951. ((en japonés)) 私たちのきもの
- Ginza (銀座). Tokyo: Ars, 1952. ((en japonés)) 銀座
- Onna no utsushikata (女の写し方). Tokyo: Ars, 1955. Publicación especial de Cámara, julio. ((en japonés)) 女の写し方
- Kamera no sekai (カメラの世界). Zusetsu Bunko 32. Tokyo: Kaiseisha, 1957. ((en japonés)) カメラの世界
- Atarashiki miwaku (新しき魅惑). Nippon Cámara rinji zōkan. Tokyo: Nippon Cámara-sha, 1958. ((en japonés)) Mujeres (mayoritariamente desnudos). 新しき魅惑
- Kyōto (京都 京都) / Kyoto. Tokyo: Iwasaki Shoten, 1958. ((en japonés))
- Bi no tabiji (美の旅路). Tokyo: Futsūsha, 1962. ((en japonés)) 美の旅路
- Shōka (頌歌 頌歌) / Salmo. Sonorama Shashin Sensho 19. Tokyo: Asahi Sonorama, 1979. ((en japonés)) (en inglés) Mujeres (alguna de ellas desnudas), bodegones, y fotografías del viaje a Italia de Fukuda en 1955. Sin pies de foto, pero con algún texto (en inglés) así como japonés.
- Shashinka Fukuda Katsuji-ten: Kokō no modanisuto (写真家福田勝治展：孤高のモダニスト 写真家福田勝治展：孤高のモダニスト) / Katsuji Fukuda. Yamaguchi:  Museo de Arte de la Prefectura de Yamaguchi
- , 1994. ((en japonés)) Catálogo de una importante exposición de las obras de Fukuda que tuvo lugar en el Museo de Arte de la Prefectura de Yamaguchi en 1994.

## Otros libros que muestran trabajos de Fukuda
- Klochko, Deborah, ed. Fotografía moderna en Japón 1915@–1940. San Francisco: Los Amigos de Fotografía, 2001. ISBN0-933286-74-0  ((en inglés)) Los placas no están paginadas pero están alfabéticamente ordenadas por fotógrafo. Se muestra un bodegón de Fukuda de 1925 .
- Matsumoto Norihiko. (松本徳彦 松本徳彦), ed. Una Colección de Fotografías japonesas 1912–1940. Tokyo: Shashinkosha, 1990. (En japonés) A pesar de su título solo en inglés, el libro está (en japonés) sólo. La placa 18 es un bodegón de Fukuda de 1925.
- Modanizumu no jidai (モダニズムの時代 モダニズムの時代) / La Edad del Modernismo. Tokyo: Museo Metropolitano de Fotografía de Tokyo, 1995. ((en inglés)) ((en japonés)) Catálogo de una exposición en 1995@–96 en el Museo Metropolitano de Fotografía de Tokyo. Tres bodegones de 1925 en p. 42, un retrato en p. 74.
- Nihon nū meisakushū (日本ヌード名作集 日本ヌード名作集, desnudos japoneses). Camera Mainichi bessatsu. Tokyo: Mainichi Shinbunsha, 1982. ((en japonés)) Pp. 81@–88 muestran el  trabajo de Fukuda de 1946 a 1980.
- Nihon kindai shashin No seiritsu to tenkai (日本近代写真の成立と展開 日本近代写真の成立と展開) / La fundación  y el desarrollo de la fotografía moderna en Japón. Tokyo: Museo de Tokyo de Fotografía, 1995. ((en japonés)) ((en inglés)) Las placas 166 y 167 son obras de Fukuda.
- Nihon no shashin: Uchinaru katachi, sotonaru katachi 2: Sengo shashin no hen'yō: 1945@–80 (日本の写真　内なるかたち・外なるかたち 2 戦後写真の変容 1945～80) / Fotografía japonesa: Form In/Out 2: La Transformación de la fotografía en la era de la posguerra: 1945@–80. Tokyo: Museo Metropolitano de Fotografía de Tokyo, 1996. ((en japonés)) ((en inglés)) catálogo de Exposición. Un desnudo de 1946 está mostrado en p. 40. 日本の写真　内なるかたち・外なるかたち 2 戦後写真の変容 1945～80
- Sengo shashin / Saisei to tenkai (戦後写真・再生と展開 戦後写真・再生と展開) / Doce Fotógrafos en Japón, 1945@–55. Yamaguchi: Museo de Arte de la Prefectura de Yamaguchi, 1990. (En japonés) A pesar del título alternativo en inglés, casi exclusivamente (en japonés) (a pesar de que cada uno de los doce tienen una cronología abreviada en inglés). Pp. 82@–92 muestran obras de Fukuda de 1925 a 1965.
- Shashinka wa nani o hyōgen shita ka: 1945@–1960 (写真家はなにを表現したか1945～1960 写真家はなにを表現したか1945～1960, ¿Qué  estaban expresando los  fotógrafos? 1945@–1960). Tokyo: Konica Plaza, 1991. ((en japonés)) Tres obras de la posguerra y un cronología abreviada en las pp. 48@–49.